# نعمان (خولان)

تعديل مصدري - تعديل

نعمان هي إحدى قرى عزلة الاعروش بمديرية خولان التابعة لمحافظة صنعاء، بلغ تعداد سكانها 284 نسمة حسب تعداد اليمن لعام 2004.